# محمود نصير
محمود نصير ممثل مصري  بدأ نشاطه الفنى في منتصف الأربعينيات وادى أدواراً ثانوية مساعدة غالباً دور الموظف والعامل والمعارض وفى منتصف الخمسينيات سافر إلى لبنان للعمل هناك حتى منتصف السبعينيات حيث عاد إلى مصر ليزاول نشاطه الفنى في مسلسلات التليفزيون حيث كان يؤدي دور الأب غالبا. ويمكن رؤيته في دور رئيس العمال في فيلم المخرج عبد الفتاح حسن «المرأة» عام  1949 ودور والد الدكتورة هناء (منى جبر) في عام 1979 في فيلم المخرج سيد طنطاوي «خدعتني امرأة».
كان مجموع أعماله المصرية 26 عملاً بين التلفزيون والسينما.

## قائمة أفلامه
فيلم «الذئاب» للمخرج عادل صادق عام 1983
فيلم «خدعتني امرأة» للمخرج سيد طنطاوي عام 1979
فيلم «اللص الشريف» للمخرج حمادة عبد الوهاب عام 1953
فيلم «عبيد المال» للمخرج فطين عبد الوهاب عام 1953
فيلم «المنتصر» للمخرج حلمي رفلة عام 1952
فيلم «الليل لنا» للمخرج محمود ذو الفقار عام 1949
فيلم «المرأة» للمخرج عبد الفتاح حسن عام 1949
فيلم «صاحبة الملاليم» للمخرج عز الدين ذو الفقار عام 1949
فيلم «مبروك عليكي» للمخرج عبد الفتاح حسن عام 1949
فيلم «بنت حظ» للمخرج عبد الفتاح حسن عام 1948
فيلم «صاحبة العمارة» للمخرج عبد الفتاح حسن عام 1948
فيلم «مغامرات عنتر وعبلة» للمخرج صلاح أبو سيف عام 1948
فيلم «نرجس» للمخرج عبد الفتاح حسن عام 1948
فيلم «أنا وأبن عمي» للمخرج عبد الفتاح حسن عام 1946
فيلم «أول الشهر» للمخرج عبد الفتاح حسن عام  1945

## وصلات خارجية
- محمود نصير على موقع السينما
- محمود نصير على موقع دهليز
- محمود نصير على موقع كاروهات